# Eurysa gylippa
Eurysa gylippa är en insektsart som beskrevs av Ronald Gordon Fennah 1969. Eurysa gylippa ingår i släktet Eurysa och familjen sporrstritar. Inga underarter finns listade i Catalogue of Life.